# Xã Oketo, Quận Marshall, Kansas
Xã Oketo (tiếng Anh: Oketo Township) là một xã thuộc quận Marshall, tiểu bang Kansas, Hoa Kỳ. Năm 2010, dân số của xã này là 234 người.